# 甘肃花蟹蛛
甘肃花蟹蛛（学名：Xysticus kansuensis）为蟹蛛科花蟹蛛属的动物。在中国，分布于甘肃等地。该物种的模式产地在甘肃。